# FireEye
FireEye est une entreprise de sécurité informatique américaine. Son siège social est situé à Milpitas en Californie aux États-Unis. 

## Histoire
Elle a été fondée en 2004. Début janvier 2014, FireEye rachète Mandiant (en) en versant environ 1 milliard de dollars en grande partie en échanges d'actions. Mandiant sera rachetée par Google en 2022.
La société est célèbre pour son EDR[Quoi ?] et autres solutions[évasif] de sécurité largement répandu à travers le monde.[style trop lyrique ou dithyrambique]
Le 8 décembre 2020, FireEye annonce avoir été compromise par des attaquants de niveau étatique,. Cette attaque aurait conduit à l'exfiltration des outils cyber-offensifs de l'entreprise, destinés à tester la sécurité de leurs clients (Red Team) et pourrait constituer, selon le New York Times, une des fuites d'outils offensifs les plus importants depuis celui des Shadow Brokers publiant les outils de la NSA en 2016. Quelques semaines plus tard, il sera révélé que ces outils OffSec[C'est-à-dire ?] n'étaient en fait que des outils d'audit open source légèrement personnalisés, principalement PowerShell, ce qui réduit considérablement la portée de cette fuite.
L'étude de cette attaque par FireEye lui permet, quelques jours plus tard, de mettre au jour une bien plus large attaque, via la compromission du logiciel Orion de SolarWinds, visant 18 000 entreprises à travers le monde, dont de nombreux célèbres éditeurs de sécurité informatique et administrations fédérales américaines, mais, officiellement, aucune en France d'après l'ANSSI.